# Poljane (Dragalić)
Poljane es una localidad de Croacia en el ejido del municipio de Dragalić, condado de Brod-Posavina.

## Geografía
Se encuentra a una altitud de 102 msnm a 143 km de la capital nacional, Zagreb.

## Demografía
En el censo 2011 el total de población de la localidad fue de 100 habitantes.
| Gráfica de población de Poljane 1857-2011                           |
|                                                                     |
| Según los censos de población de la oficina estadística de Croacia. |